# Washington Allston
Washington Allston (Charleston, 5 de novembro de 1779 – Cambridge, 9 de julho de 1843) foi um pintor americano.

## Biografia
Considerado o primeiro pintor de paisagens americano, introduziu nos Estados Unidos o movimento artístico denominado romantismo. Aos 21 anos gradua-se pela Universidade de Harvard. Vendeu seu patrimônio para estudar pintura em Londres. Na Academia Real, estudou sob a orientação de Benjamim West. Viajou pela Europa e em sua permanência na Itália ficou conhecido como "Ticiano americano" devido as suas composições cromáticas. Com frequência viajou de um continente para outro. Em uma dessas viagens a Europa, Allston levou um de seus alunos, Samuel F.B.Morse, que mais tarde inventou o telégrafo e o código morse. Sua pintura muitas vezes combinava forma clássica e o romantismo e às vezes lembravam sonhos. Escreveu ensaios que revelavam seus pontos de vista sobre o assunto. Escreveu também poesias. Morreu em 1848.